# پتورانو سول جیتزیو
پتورانو سول جیتزیو (به ایتالیایی: Pettorano sul Gizio) یک کومونه در ایتالیا است که در استان لاکویلا واقع شده‌است. پتورانو سول جیتزیو ۶۲٫۴۴ کیلومتر مربع مساحت و ۱٬۳۲۳ نفر جمعیت دارد و ۶۲۵ متر بالاتر از سطح دریا واقع شده‌است.

## خواهرخوانده
شهرهای همیلتون، انتاریو و Gallinaro خواهرخوانده‌های پتورانو سول جیتزیو هستند.